# Sémaphore de la Coubre
Le sémaphore des Mathes ou sémaphore de la Coubre était une tour de 37 mètres de haut construite en 1990 sur la commune des Mathes, en Charente-Maritime. Il fut démoli en février 2020.

## Le sémaphore
Le sémaphore est bâti sur le blockhaus allemand Riesel, vestige du Mur de l'atlantique qui lui sert de fondation. Il remplace un sémaphore construit en 1857, devenu trop dangereux  par l'avancée de la mer. Il a été inauguré le 28 février 1990 et fut abandonné en 1998. Fortement dégradé il a été démoli en février 2020.

## Le blockhaus
Le blockhaus Riesel ou l'Amiral, bâti en 1945, était d'une hauteur de 8,90 m et de 4 étages et servait de poste de commandement de la marine allemande. En 1990, il a été amputé de son 4e étage pour construire le nouveau sémaphore.

## Photos

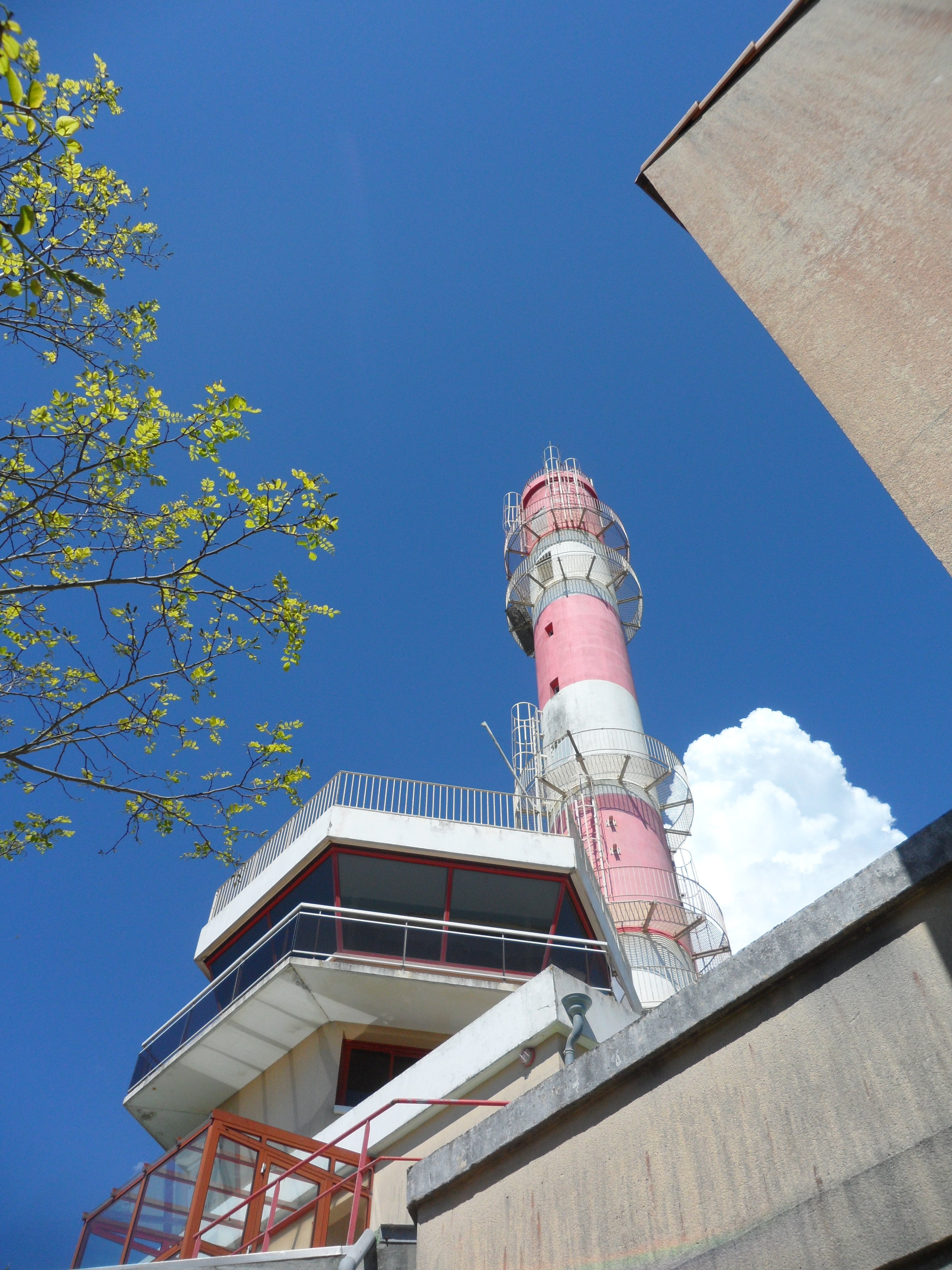
Le sémaphore de la Coubre aujourd'hui détruit
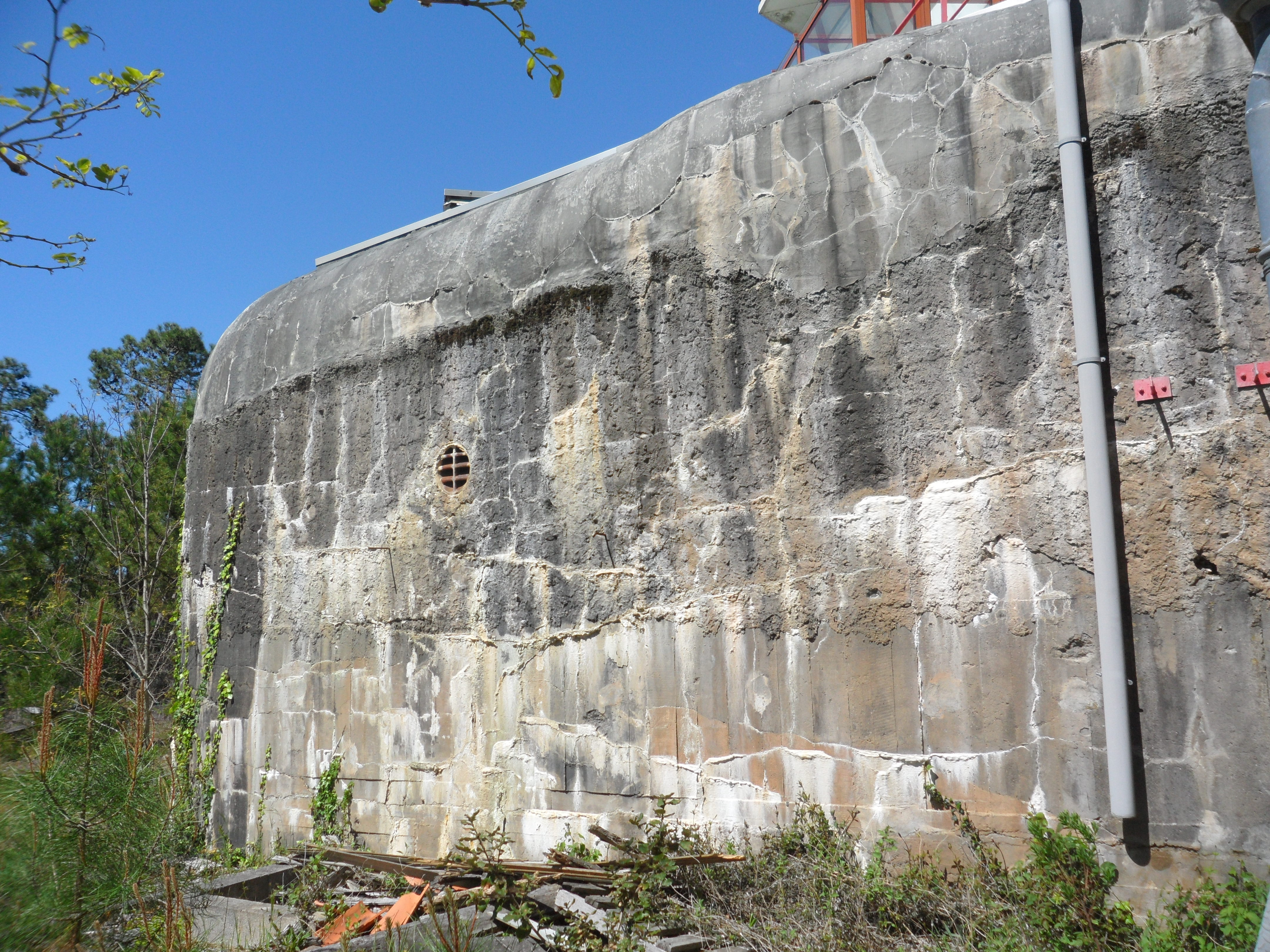
Les restes du blockhaus de l'Amiral.